# American Daffodil Society

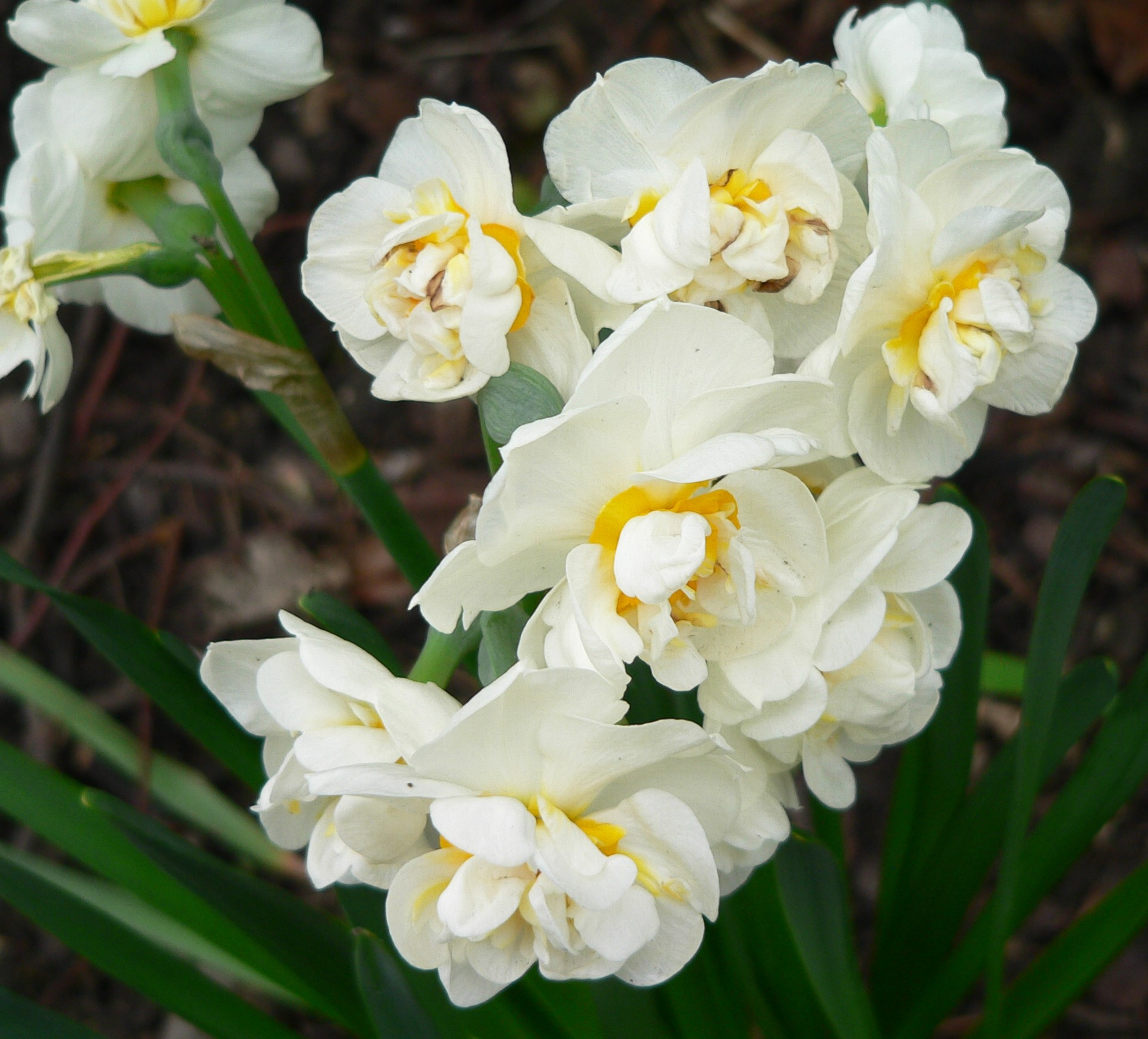
Narzisse 'Bridal Crown' – eine gefüllte Narzissensorte

Die American Daffodil Society, abgekürzt auch als ADS bezeichnet, ist ein Verein, der sich zum Ziel gesetzt hat, das Interesse an der Zucht von Narzissen zu fördern. Dazu gehört auch die Förderung wissenschaftlicher Untersuchungen über die verschiedenen Narzissenarten und -sorten.
Die Gesellschaft mit Sitz in Columbus (Ohio) wurde 1954 gegründet. Sie ist das amerikanische Pendant zur britischen Daffodil Society, die seit 1898 besteht und damit die älteste Institution weltweit ist, die sich die Förderung der Narzissenkultur und -zucht zum Ziel gesetzt hat. Die American Daffodil Society arbeitet eng mit der Royal Horticultural Society zusammen, die die internationale Registrierungsstelle für neue Narzissensorten ist.
Zu den Aktivitäten der American Daffodil Society gehört die Herausgabe einer vierteljährlichen Fachzeitschrift, die sich ausschließlich mit der Narzissenkultur beschäftigt. Im September 1995 gehörten 1260 Mitglieder in 46 US-Bundesstaaten an sowie 140 Mitglieder, die in Kanada, Großbritannien, Mexiko, Neuseeland, Australien, Holland, Deutschland, Ungarn, Argentinien, Irland, Japan, Litauen, Norwegen, Schweden, Polen und Südkorea beheimatet waren.